# 1968 في البرتغال
فيما يلي قوائم الأحداث التي وقعت خلال عام 1968 في البرتغال.

## رياضة
- 1 يناير – نهائي كأس أوروبا 1968

## مواليد

### فبراير
- 19 فبراير – باولو سيرجيو بينتو بريتو

### يوليو
- 26 يوليو – فيتور بيريرا

### ديسمبر
- 24 ديسمبر – بيستون شامبيشي لاعب كرة قدم برتغالي.

## وفيات

### أبريل
- 5 أبريل – سانتا كامارو (مواليد 1902) ملاكم برتغالي.